# آنچه همیشه می‌خواستید درباره سکس بدانید* (* ولی می‌ترسیدید بپرسید)
آنچه همیشه می‌خواستید دربارهٔ سکس بدانید* (انگلیسی: Everything You Always Wanted to Know About Sex*) فیلمی کمدی به کارگردانی وودی آلن است که در سال ۱۹۷۲ منتشر شد. این فیلم از چند اپیزود متوالی تشکیل شده که داستان‌هایش برداشت آزادی از کتابی به همین نام نوشته دیوید روبن است.

## خلاصه فیلم
داستان فیلم شامل ۷ بخش کوتاه مختلف است که به‌گونه‌ای با هم در ارتباطند…

## بازیگران
- وودی آلن
- جان کارادین
- لو جاکوبی
- لوئیز لسر
- جین وایلدر
- تونی رندل
- برت رینولدز
- آنتونی کوایلی
- لین ردگریو
- جک بری
- جی رابینسون
- استنلی آدامز